# Leopold Berchtold
Leopold Berchtold (ungarsk:Gróf Berchtold Lipót) (18. april 1863 i Wien – 21. november 1942 i Peresznye ved Sopron) var en østrig-ungarsk politiker og spillede en vigtig rolle under Julikrisen, der førte til udbruddet af 1. verdenskrig.

## Levned
Grev Berchtolds familie stammede fra Tirol og ejede store landområder i Mæhren. Leopold var søn af grev Sigmund von Berchtold (1834–1900) og dennes hustru, som var født grevinde Trauttmansdorff. Han voksede op på slottet i Buchlovice i Mæhren. Der lærte han at tale tjekkisk, slovakisk og ungarsk.
Efter at have aflagt statseksamen indtrådte han i statens tjeneste i 1887 ved statholderiet i Brünn (Brno). I 1894 aflagde Berchtold diplomatprøve og blev legationssekretær på ambassaden i Paris. Han giftede sig med grevinde Ferdinandine Károlyi, som var arving til store besiddelser i Slovakiet. I 1897 blev han 1. sekretær i ambassaden i London og i 1903 blev han ambassaderåd i Sankt Petersborg og oplevede der det russiske nederlag i den Russisk-japanske krig.
Fra december 1906 til 1911 var Berchtold østrigsk ambassadør i Sankt Petersborg. I 1908 tog han initiativ til et møde mellem udenrigsminister Alois Lexa von Aehrenthal og den russiske udenrigsminister Alexander Isvolsky på sit slot i Buchlau. Den 16. september 1908 indgik de to lande inden udbruddet af Bosnienkrisen Aftalen fra Buchlau, hvorefter Dobbeltmonarkiet fik Bosnien-Hercegovina mod at Rusland fik fri passage gennem Dardanellerne.
Den 19. februar 1912 blev Berchtold af kejser Franz Joseph udnævnt til k.u.k. udenrigsminister. Han tiltrådte sin post efter at hans forgængers politik havde isoleret Østrig-Ungarn internationalt og frem for alt skadet forholdet til Rusland. Berchtold fortsatte denne politik. Han var talsmand for en anti-serbisk politik og indledte derfor – for at holde Serbien væk fra Middelhavet – grundlæggelsen af Albanien. Efter mordet på den østrigske tronfølger ærkehertug Franz Ferdinand den 28. juni 1914 (Attantatet i Sarajevo)
udformede og fremlagde han den 23. juli 1914 det ultimatum til Serbien, hvis afvisning endte med at føre til 1. verdenskrigs udbrud.
Efter sin tilbagetræden som udenrigsminister i 1915 var Berchtold indtil 1918 overhofmester og rådgiver for tronfølgeren, den senere kejser Karl 1.. I 1918 tog han i en periode til Schweiz. Fra 1923 levede han fortrinsvis i Ungarn. Berchtold døde tilbagetrukket den 21. november 1942 på sit gods i det ungarske Peresznye.

### Balkankrigene 1912/1913
Under den Første Balkankrig, i oktober 1912, tilstræbte Berchtold, udover minimale grænseændringer at opnå en tæt økonomisk binding af Serbien til Østrig-Ungarn. Han afviste serbisk adgang til Adriaterhavet. Derfor oprettede han et autonomt Albanien og ville sikre Østrig-Ungarns økonomiske interesser på Balkan gennem etablering af en jernbane til frihavnen i Thessaloniki. Hans planer om en toldunion med Serbien og Montenegro havde til formål at sættes disse to lande politisk ud af spillet gennem en økonomisk tilknytning.
Allerede under Bosnienkrisen, men endnu stærkere under Balkankrigene dukkede der planer op om at løse det sydslaviske spørgsmål ved en anneksion af Serbien. Berchtold havde allerede den 2. maj 1913 under Shkodra-krisen i det fælles ministerråd været tilhænger af indlemmelse af Serbien som en ligeberettiget del af monarkiet.
Berchtold afslørede Østrig-Ungarns politiske program efter Balkankrigene i et memorandum af 1. juli 1914, som forelå i udkast allerede inden mordet i Sarajevo:
| Citat | Den gennem Serbiens ekspansion og Rumæniens hegemoniale stilling forstyrrede ligevægt mellem Balkanlandene og den stærkt formindskede østrig-ungarske indflydelse, skulle genoprettes ved en politisk offensiv, hvorved det farlige storserbiske og storrumænske uvæsen, som havde antaget et så stort omfang, blev trængt tilbage. | Citat |
|       | |       |

### Julikrisen 1914
Efter mordet i Sarajevo overtog den tidligere afvisende Berchtold selv ledelsen af krigspartiet. Franz Conrad von Hötzendorf ville efter nyheden om attentatet straks indlede et angreb på Serbien, men Berchtold og kejser Franz Joseph anså det for nødvendigt først at gennemføre en undersøgelse og en diplomatisk forberedelse. I det fælles ministerråd krævede Berchtold den 7. juli 1914, at Serbien ved en styrkeindsats bliver permanent uskadeliggjort.
Det var Berchtolds taktik under julikrisen at gøre som om man ikke var interesseret i at annektere Serbien. Østrig-ungarske diplomater i Sankt Petersborg og London understregede til stadighed, at Østrig-Ungarn ikke havde erobringsplaner overfor Serbien. Berchtold lod den russiske udenrigsminister Sergei Dmitrievich Sazonov vide at:
| Citat | vi ved vor aktion mod Serbien ikke har til hensigt at erhverve territorium og ikke helt og aldeles vil ødelægge kongerigets selvstændighed. ... Østrig-Ungarn har tilstrækkeligt område og tragter ikke efter serbisk område. Hvis vi bliver tvunget ud i en kamp mod Serbien, bliver det ikke en kamp for os om territoriale gevinster, men blot et middel til selvforsvar og selvopholdelse. | Citat |
|       | |       |

Den 29. juli blev dette budskab derimod udeladt: En regering kan ikke forudse, lod man London vide, hvad man vil gøre efter en sejrrig krig. Det var imidlertid naturligt, at alle erklæringer om vor manglende interesse kun gælder for det tilfælde at krigen forbliver et spørgsmål mellem os og Serbien.
Den fare, som truede ved russisk indgriben, var beslutningstagerne ganske klar over, men de kunne og ville åbenbart ikke længere undertrykke det påtrængende ønske om at slå til imod Serbien. Berchtold skrev allerede under julikrisen, den 25. juli:
| Citat | I det øjeblik hvor vi har besluttede os til et alvorligt indgreb mod Serbien, var vi naturligvis også klar over muligheden for et heraffølgende sammenstød med Rusland ... Vi kunne imidlertid ikke lade denne mulighed påvirke vores stilling overfor Serbien, da grundlæggende statspolitiske overvejelser gjorde det nødvendigt for os at føre sagen til ende, da et russisk carte blanche ville gøre det muligt for Serbien ustraffet vedvarende at udgøre en trussel mod monarkiet. | Citat |
|       | |       |

Ansvaret for disse fatale østrig-ungarske beslutninger lå hos kejser Franz Joseph og hans rådgivere: Berchtold, de to ministerpræsidenter Karl Stürgkh og István Tisza samt generalstabschef Conrad. Det østrigske rigsråd blev i marts hjemsendt af kejseren og Stürgkh, og blev ikke spurgt.

### Italienske krav
Berchtold undlod med vilje at underrette sine (officielt) alierede Italien og Rumænien om den planlagte aktion mod Serbien, da han forudså, at de kun ville kræve kompensation for deres accept.
Den italienske ambassadør i Wien erklærede overfor Berchtold den 19. december 1914, at Italien forlanger kompensation også ved en delvis, permanent eller midlertidig ... territorial besættelse, men også hvis Østrig-Ungarn opnår fordele af ikke-territorial karakter, ja blot politisk indflydelse elelr økonomiske privilegier.
Som følge af pres på ambassadørerne i Rom, Bernhard von Bülow og Karl Macchio gav Berchtold efter og foreslog den 9. januar 1915 Franz Joseph at afstå Trentino. Det ville kejseren og den ungarske ministerpræsident Tisza imidlertid ikke høre tale om. På initiativ af den mægtige Tisza blev Berchtold den 13. januar 1915 af kejseren udskiftet som udenrigsminister med ungareren Stephan Burián.

## Personlighed og forskelligt
Af samtidige blev Berchtold beskrevet som en elskværdig, fintfølende, taktfuld og dannet Grandseigneur, beskeden, selvironisk men også usikker og verdensfjern. Jagt, hestesport, kvinder og venner stod ofte i forgrunden; den politiske virkelighed holdt han sig fra. Et ægte opgør med de behov og ideer, som folkene i riget havde, var ham umuligt.
Mens han var Karls overhofmester modtog kejseren den nye minister Josef Redlich i privataudiens og sagde til ham, at: ...han aldrig havde erklæret krig; men dengang var han blot en underordnet officer.... Den vel hovedansvarlige, Berchtold, stod samtidig som overkammerherre i forværelset, bemærker Anton Mayr-Hartig.

## Greven og Mariavalfartsstedet
Som treårig blev Berchtold taget med på jagt af sin far i nærheden af den vestungarske by Tömörd, og han blev væk. Først tre dage senere blev drengen fundet uskadt under et træ, hvorpå der hang et billede af Jomfru Maria. Af taknemmelighed lod faderen hvert år på den første søndag i juni afholde en taksigelsesmesse på tre sprog, da indbyggerne her var ungarere, tyskere og kroater. I 1994 blev der her opført et Mariakapel.